# Coppa delle Coppe 1982-1983
La Coppa delle Coppe 1982-1983 è stata la 23ª edizione della competizione calcistica europea Coppa delle Coppe UEFA. Venne conquistata dall'Aberdeen nella finale vinta contro il Real Madrid, disputata allo stadio Ullevi di Göteborg.

## Turno preliminare
| Squadra 1 | Totale | Squadra 2      | Andata | Ritorno |
| --------- | ------ | -------------- | ------ | ------- |
| Aberdeen  | 11 - 1 | Sion           | 7 - 0  | 4 - 1   |
| Swansea   | 3 - 1  | Sporting Braga | 3 - 0  | 0 - 1   |

## Sedicesimi di finale
| Squadra 1       | Totale | Squadra 2            | Andata | Ritorno |
| --------------- | ------ | -------------------- | ------ | ------- |
| Coleraine       | 0 - 7  | Tottenham            | 0 - 3  | 0 - 4   |
| Torpedo Mosca   | 1 - 1  | Bayern Monaco        | 1 - 1  | 0 - 0   |
| Aberdeen        | 1 - 0  | Dinamo Tirana        | 1 - 0  | 0 - 0   |
| ÍBV             | 0 - 4  | Lech Poznań          | 0 - 1  | 0 - 3   |
| Swansea         | 17 - 0 | Sliema Wanderers     | 12 - 0 | 5 - 0   |
| Lokomotiv Sofia | 2 - 5  | Paris Saint-Germain  | 1 - 0  | 1 - 5   |
| Dinamo Dresda   | 4 - 4  | B93                  | 3 - 2  | 1 - 2   |
| Waterschei Thor | 8 - 1  | Red Boys Differdange | 7 - 1  | 1 - 0   |
| Galatasaray     | 3 - 2  | Kuusysi Lahti        | 2 - 1  | 1 - 1   |
| Austria Vienna  | 3 - 2  | Panathīnaïkos        | 2 - 0  | 1 - 2   |
| Lillestrom      | 0 - 7  | Stella Rossa         | 0 - 4  | 0 - 3   |
| Barcellona      | 9 - 1  | Apollōn Limassol     | 8 - 0  | 1 - 1   |
| Limerick        | 1 - 2  | AZ Alkmaar           | 1 - 1  | 0 - 1   |
| Inter           | 3 - 2  | Slovan Bratislava    | 2 - 0  | 1 - 2   |
| Baia Mare       | 2 - 5  | Real Madrid          | 0 - 0  | 2 - 5   |
| Goteborg        | 2 - 4  | Ujpest Dozsa         | 1 - 1  | 1 - 3   |

## Ottavi di finale
| Squadra 1    | Totale | Squadra 2           | Andata | Ritorno |
| ------------ | ------ | ------------------- | ------ | ------- |
| Tottenham    | 2 - 5  | Bayern Monaco       | 1 - 1  | 1 - 4   |
| Aberdeen     | 3 - 0  | Lech Poznań         | 2 - 0  | 1 - 0   |
| Swansea      | 0 - 3  | Paris Saint-Germain | 0 - 1  | 0 - 2   |
| B93          | 1 - 6  | Waterschei Thor     | 0 - 2  | 1 - 4   |
| Galatasaray  | 3 - 4  | Austria Vienna      | 2 - 4  | 1 - 0   |
| Stella Rossa | 3 - 6  | Barcellona          | 2 - 4  | 1 - 2   |
| AZ Alkmaar   | 1 - 2  | Inter               | 1 - 0  | 0 - 2   |
| Real Madrid  | 4 - 1  | Ujpest Dozsa        | 3 - 1  | 1 - 0   |

## Quarti di finale
| Squadra 1           | Totale | Squadra 2       | Andata | Ritorno     |
| ------------------- | ------ | --------------- | ------ | ----------- |
| Bayern Monaco       | 2 - 3  | Aberdeen        | 0 - 0  | 2 - 3       |
| Paris Saint-Germain | 2 - 3  | Waterschei Thor | 2 - 0  | 0 - 3 (dts) |
| Austria Vienna      | 1 - 1  | Barcellona      | 0 - 0  | 1 - 1       |
| Inter               | 2 - 3  | Real Madrid     | 1 - 1  | 1 - 2       |

## Semifinali
| Squadra 1      | Totale | Squadra 2       | Andata | Ritorno |
| -------------- | ------ | --------------- | ------ | ------- |
| Aberdeen       | 5 - 2  | Waterschei Thor | 5 - 1  | 0 - 1   |
| Austria Vienna | 3 - 5  | Real Madrid     | 2 - 2  | 1 - 3   |

## Finale
| Arbitro: | Gianfranco Menegali |

|                      |           |                    |
| Black 7’ Hewitt 112’ | Marcatori | 15’ (rig.) Juanito |

| Aberdeen | Real Madrid |

| Aberdeen      |    |                 |  |     |
|               |    |                 |  |     |
| POR           | 1  | Jim Leighton    |  |     |
| DIF           | 2  | Doug Rougvie    |  |     |
| DIF           | 5  | Alex McLeish    |  |     |
| DIF           | 6  | Willie Miller   |  |     |
| DIF           | 3  | John McMaster   |  |     |
| CEN           | 4  | Neale Cooper    |  |     |
| CEN           | 7  | Gordon Strachan |  |     |
| CEN           | 8  | Neil Simpson    |  |     |
| CEN           | 11 | Peter Weir      |  |     |
| ATT           | 9  | Mark McGhee     |  |     |
| ATT           | 10 | Eric Black      |  | 87’ |
| Sostituzioni: |    |                 |  |     |
| ATT           | 15 | John Hewitt     |  | 87’ |
| Allenatore:   |    |                 |  |     |
| Alex Ferguson |    |                 |  |     |

| Real Madrid        |    |                       |  |      |
|                    |    |                       |  |      |
| POR                | 1  | Agustín               |  |      |
| DIF                | 2  | Juan José             |  |      |
| DIF                | 4  | John Metgod           |  |      |
| DIF                | 5  | Paco Bonet            |  |      |
| DIF                | 3  | José Antonio Camacho  |  | 91’  |
| CEN                | 8  | Ángel                 |  |      |
| CEN                | 6  | Ricardo Gallego       |  |      |
| CEN                | 10 | Uli Stielike          |  |      |
| CEN                | 11 | Isidro                |  | 103’ |
| ATT                | 7  | Juanito               |  |      |
| ATT                | 9  | Santillana            |  |      |
| Sostituzioni:      |    |                       |  |      |
| CEN                | 14 | Isidoro San José      |  | 91’  |
| ATT                | 12 | José Antonio Salguero |  | 103’ |
| Allenatore:        |    |                       |  |      |
| Alfredo Di Stéfano |    |                       |  |      |